# Björn Steinfurth
Björn Steinfurthⓘ (ur. 25 czerwca 1981 w Moguncji) – niemiecki wioślarz.

## Osiągnięcia
- Mistrzostwa Świata – Gifu 2005 – dwójka bez sternika wagi lekkiej – 13. miejsce[1].
- Mistrzostwa Świata – Eton 2006 – ósemka wagi lekkiej – 2. miejsce[1].
- Mistrzostwa Świata – Monachium 2007 – ósemka wagi lekkiej – 2. miejsce[1].
- Mistrzostwa Świata – Linz 2008 – dwójka bez sternika wagi lekkiej – 13. miejsce[1].